# Анди Коул
Анди Коул е бивш английски футболист, нападател. Най-известен е като футболист на Манчестър Юнайтед, където играе в продължение на 6 сезона. Голмайстор е на английската Висша лига през сезон 1993/94, когато вкарва 34 попадения с екипа на Нюкасъл Юнайтед. Член е и на Залата на славата на „джордитата“. Заема трето място във вечната ранглиста на Висшата лига по най-много отбелязани голове със 187 попадения след Алън Шиърър и Уейн Руни. Има 15 мача и 1 гол за английския национален отбор.

## Клубна кариера
Започва кариерата си в тима на Арсенал. Единствения си мач за „артилеристите“ в шампионата записва на 28 декември 1990 г. срещу Шефилд Юнайтед. Впоследствие е даден под наем на Фулъм, където изиграва 13 мача и вкарва 3 гола. През март 1992 г. преминава в Бристол Сити, като за 12 мача нанизва 8 гола и помага на тима да спечели промоция в тогавашната Първа дивизия. Коул продължава да вкарва за Бристол и интерес към него започват да проявяват клубове от Премиършип. Въпреки това в началото на 1993 г. Коул става част от Нюкасъл Юнайтед, които плащат 1,75 млн. паунда за услугите на нападателя. Анди прави фурор с „черно-бялата“ фланелка и с 12 гола в 12 мача помага на тима да спечели Първа дивизия и да спечели промоция във Висшата лига.
През сезон 1993/94 Коул формира дуо с Питър Биърдсли и помага на тима да се класира трети в Премиършип. Нападателят става голмайстор на Висшата лига с 34 попадения, а във всички турнири вкарва 41 гола. Така голмайсторът чупи рекорда на клубната легенда Хю Галахър за най-много попадения за „свраките“ в рамките на един сезон. След края на сезона печели наградата за най-добър футболист през изминалата кампания. Сезон 1994/95 започва добре за Коул, който вкарва 9 гола в 18 срещи и играе в Купата на УЕФА.
На 10 януари 1995 г. подписва с Манчестър Юнайтед. На 4 март 1995 г. става първият играч във Висшата лига, вкарал 5 гола в 1 мач. Това се случва при победата с 9:0 над Ипсуич Таун. Коул прави силен полусезон, като се разписва 12 пъти в 18 участия, но Юнайтед изпуска титлата, спечелена този сезон от Блекбърн Роувърс и губи финала за ФА Къп от Евертън. През следващия сезон обаче остава все по-често в сянката на Ерик Кантона, а феновете го критикуват заради многото пропуски пред вратата. Все пак към края на сезона Коул вкарва важни голове и помага на тима да спечели първенството и националната купа.
Коул пропуска първия полусезон от 1996/97 след като счупва двата си крака в мач на дублиращите отбори срещу Ливърпул. Привличането на Оле Гунар Солскяер в тима също ограничава шансовете му за изява. Все пак „червените дяволи“ защитават титлата си, а голът на Анди срещу Порто в Шампионската лига е избран за гол на сезона в турнира. След края на кариерата на Кантона Анди Коул си връща позицията на водещ голмайстор на Юнайтед, вкарвайки 15 попадения през сезон 1997/98 и завършва на второ място в класацията на Футболист на сезона в Англия, като е изпреварен от Денис Бергкамп.
През лятото на 1998 г. Юнайтед подписва с Дуайт Йорк. Тринидадският нападател формира нападателно дуо с Коул, което повежда тима на Сър Алекс Фъргюсън към требъл през сезон 1998/99. Двамата реализират общо 53 гола, като Анди вкарва победния гол срещу Тотнъм в последния кръг на Висшата лига и така Манчестър Юнайтед завършва на точка пред Арсенал. Също Коул носи победата срещу Ювентус в 1/2-финала на Шампионската лига, а във финалния мач англичаните надделяват над Байерн (Мюнхен). През 1999/00 прави най-резултатния си сезон за „червените дяволи“ в шампионата, отбелязвайки 19 гола. Юнайтед печели още веднъж титлата на Англия този сезон и отново я защитава през 2000/01, но Коул пропуска голяма част от сезона поради травми.
През сезон 2001/02 Сър Алекс Фъргюсън привлича Рууд ван Нистелрой в тима, а за да намери място на друго ново попълнение Хуан Себастиан Верон в центъра на полузащитата придвижва Пол Скоулс на позицията на втори нападател. Впоследствие Коул все по-често остава на резервната скамейка и в края на годината напуска Олд Трафорд.
На 29 декември 2001 г. е обявено, че Анди Коул преминава в Блекбърн Роувърс. Нападателят помага на тима да спечели Купата на Лигата. През лятото на 2002 г. към тима се присъединява и Дуайт Йорк и успешният тандем между тях помага на Блекбърн да се класира на шесто място в шампионата и да играе в Купата на УЕФА. През сезон 2003/04 обаче Роувърс изпадат в криза, а Анди Коул напуска поради скандал с треньора Греъм Сунес. Впоследствие изкарва един сезон във Фулъм, като е водещ голмайстор на тима с 12 попадения.
През 2005 г. подписва с Манчестър Сити, където също играе само година. Записва 22 срещи и вкарва 9 гола, но през март 2006 г. се контузва и пропуска края на сезона. Следва неуспешен период в Портсмут, където се разписва само 3 пъти в 18 срещи. През сезон 2007/08 отново е съотборник с Йорк, като този път двамата са в Съндърланд. Коул обаче изиграва само 7 двубоя, след което е даден под наем на Бърнли. През лятото на 2008 г. преминава в Нотингам Форест, но в края на годината договорът му е разтрогнат.

## Национален отбор
Въпреки успехите си на клубно ниво, Коул не успява да се наложи в националния, изигравайки само 15 срещи за Англия. Единственият му гол за „трите лъва“ е във вратата на Албания в квалификациите за Мондиал 2002.
През 1998 г. треньорът Глен Ходъл го оставя извън състава за световното във Франция, изказвайки се критично за качествата на футболиста. Коул пропуска и Евро 2000 поради контузия.

## Успехи

### Клубни
- Висша лига - 1995–96, 1996–97, 1998–99, 1999–2000, 2000–01
- ФА Къп - 1995–96, 1998–99
- Купа на Лигата - 2001-02
- Чарити Шийлд - 1991, 1997
- Шампионска лига - 1998-99

### Индивидуални
- Голмайстор на Висшата лига - 1993-94
- Най-добър млад футболист на сезона в Англия - 1993-94
- Футболист на месеца във Висшата лига - ноември 1997
- Отбор на годината във Висшата лига - 1999-00